# Federació de Futbol de l'URSS
La Fjedjeratsija Futbola CCCP o Federació de Futbol de l'URSS (en rus: Федерация Футбола СССР) dirigia el futbol de l'URSS. Tenia la seu a Moscou. El 1991, l'URSS es va dissoldre i es va separar en 15 estats independents, els quals van formar les seves federacions futbolístiques.